# Jens Munkeiland
Jens Munkeiland (Engels: Jens Munk Island) is een van de Canadese Arctische Eilanden. Het ligt in de regio Qikiqtaaluk in het territorium Nunavut. Het is onbewoond en heeft een oppervlakte van 920 km².
Het eiland is genoemd naar de Noors-Deense ontdekkingsreiziger Jens Munk die in 1619-1620 tijdens een poging de Noordwestelijke Doorvaart te vinden het gebied aandeed.